# Заовражные Юлъялы
Заовражные Юлъялы (горномар. Вес сир Йылйӓл) — деревня в Горномарийском районе Республики Марий Эл. Входит в состав Кузнецовского сельского поселения.

## География
Находится в юго-западной части республики Марий Эл на расстоянии приблизительно 16 км на юго-восток от районного центра города Козьмодемьянск.

## История
Впервые упоминается в 1717 году в составе деревни Большая Юльялская. В конце XIX века (1898 год) появляется её современное название. Тогда околодке Малые Юльялы Заовражные имелось 53 двора с населением в 258 человек. В 1909 году в деревне Заовражные Юльялы было 52 двора (274 человека). В 1943 году в этой деревне числилось 48 дворов с населением в 127 человек. В 2001 году здесь было отмечено 50 дворов. В советское время работали колхозы «Ватага», «Родина», «Дружба», позднее СПК «Кузнецовский».

## Население
Население составляло 157 человек (горные мари 97 %) в 2002 году, 138 в 2010.